# Gunnar Myrstrand

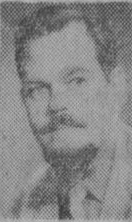
Gunnar Myrstrand

Gunnar Myrstrand, född 23 december 1925 i Göteborg, död 21 september 1997 i Stockholm, var svensk inredningsarkitekt.
Gunnar Myrstrand utbildade sig på Svenska Slöjdföreningen i Göteborg. Han formgav möbler tillsammans med Sven Engström för en rad svenska firmor, såsom Bodafors, Nässjö Stolfabrik, Gemla Möbler AB, Skaraborgs möbelindustri och Källemo. Båda var även lärare i möbelformgivning. De medverkade vid ett flertal utställningar, till exempel vid Helsingborgsutställningen, H 55. Myrstrand samarbetade med Svenska slöjdföreningen som utställningsarkitekt under 1940–50-talen. Han curerade separatutställningar åt Nationalmuseum 1952-54 med Svenskt glas, Svensk keramik och Svenskt silver samt en utställning i Sidney i Australien med Svenska slöjdföreningen 1954
Myrstrand representerade Sverige vid Triennalen i Milano 1954 och arbetade på Rörstrands Porslinsfabrik i Lidköping. Han hade eget arkitektkontor i Stockholm.
Gunnar Myrstrand var far till regissören Jonas Myrstrand.

## Möbelformgivning i urval
- Bågen, Fåtölj, Nässjö stolfabrik
- Casino, möbelserie Bra Bohag, Tingströms möbelfabrik
- Skandinett, Sminkbord, stol, fåtölj, serveringsvagn, Bodafors möbelfabrik
- Barkub, Fåtölj, soffa i skinn, Källemo Vaggeryd 1960